# Mario Monge
Mario Antonio Monge (San Salvador, 28 de fevereiro de 1947) foi um futebolista profissional salvadorenho, que atuava como atacante.

## Carreira
Mario Monge fez parte do elenco da histórica Seleção Salvadorenha de Futebol da Copa do Mundo de 1970, ele atuou em duas partidas. 